# Gary Mounfield
Gary Mounfield, noto anche con lo pseudonimo di Mani (Manchester, 16 novembre 1962), è un bassista britannico, membro fondatore dei The Stone Roses.
Ha fatto parte degli Stone Roses dalla loro fondazione, nel 1987, al 1996, anno dello scioglimento della band. Con lui il gruppo pubblicò due dischi, nel 1989 e nel 1994. In seguito è entrato a far parte dei Primal Scream.
Dal 2011 è di nuovo negli Stone Roses, riformatisi.
Compare nel film 24 Hour Party People del 2002.

## Discografia da solista

### Album in studio
- 2005 - Magnanimous

### EP
- 2005 - Oasis
- 2007 - Le Mani